# جيمس أرسكين كالدر
جيمس أرسكين كالدر (بالإنجليزية: James Erskine Calder)‏ هو كاتب أسترالي، ولد في 8 يونيو 1808، وتوفي في 20 فبراير 1882.